# Margin for Error
Margin for Error es una película estadounidense de 1943 dirigida por Otto Preminger. El guion de Lillie Hayward y Samuel Fuller está basado en la obra de teatro homónima de Clare Boothe Luce.

## Argumento
Cuando el agente Moe Finkelstein (Milton Berle) y su colega Salomon deben servir de guardaespaldas al cónsul alemán Karl Baumer (Otto Preminger) por mandato del alcalde de Nueva York, Finkelstein monta en cólera, asqueado por tener que proteger a un nazi. El capitán Mulrooney, que les nombró para el trabajo, le dice a Moe que aunque el alcalde personalmente odia a Adolf Hitler y su régimen, es responsable de la seguridad de todo el mundo, y siente que a través de este trabajo Finkelstein les puede mostrar la diferencia entre su sistema y el nazi.
Moe descubre que Baumer tiene problemas con Berlín por haber derrochado el dinero destinado a financiar un sabotaje. Su secretario, el barón Max von Alvenstor (Carl Esmond), se ha chivado a Berlín. Sophia, la mujer de Baumer, le confiesa a Moe que ella también aborrece a su marido y le aguanta sólo para asegurarse la liberación de su padre de prisión. 
Cuando Baumer es asesinado, Moe deberá descubrir al culpable y detener a un comando de saboteadores alemanes que pretenden hacer estallar una bomba.

## Reparto
| Actor                        | Personaje                     | Descripción                             |
| ---------------------------- | ----------------------------- | --------------------------------------- |
| Edward McNamara              | Capitán de policía Mulrooney  | No acreditado                           |
| Milton Berle                 | Oficial Moe Finkelstein       |                                         |
| Joe Kirk                     | Oficial Solomon               |                                         |
| Joan Bennett                 | Sophia Baumer                 | Mujer del cónsul General de Alemania    |
| Otto Preminger               | Karl Baumer                   | Cónsul general de Alemania              |
| Carl Esmond                  | Barón Max von Alvenstor       | Secretario al Cónsul                    |
| Howard Freeman               | Otto Horst                    | Führer americano                        |
| Clyde Fillmore               | Dr. Jennings                  |                                         |
| Poldi Dur                    | Frieda                        | (Como Poldy Dur) sirvienta personal     |
| Hans Heinrich von Twardowski | Fritz, Butler                 | No acreditado                           |
| Ludwig Donath                | Hitler                        | Voz. Acreditado como Louis Donath       |
| Ferike Boros                 | Sra. Finkelstein              | No acreditada                           |
| Gary Breckner                | Anunciador americano          | No acreditado                           |
| Ralph Byrd                   | Pete                          | Soldado jugador de dados. No acreditado |
| Ruth Cherrington             | Dowager                       | No acreditado                           |
| Don Dillaway                 | Reportero                     | No acreditado                           |
| Eddie Dunn                   | Sargento de escritorio        | No acreditado                           |
| J. Norton Dunn               | Saboteador                    | No acreditado                           |
| Byron Foulger                | Empleado de farmacia          | No acreditado                           |
| Constant Franke              | Jugador                       | No acreditado                           |
| Dick French                  | Fotógrafo                     | No acreditado                           |
| Jack Gordon "Irving Cohen"   | Recluta                       | No acreditado                           |
| David S. Horsley             | Jacoby                        | No acreditado                           |
| Selmer Jackson               | Coroner                       | No acreditado                           |
| Perc Launders                | Empleado de soda de farmacia  | No acreditado                           |
| Carl M. Leviness             | Acompañante de Dowager        | No acreditado                           |
| Malcolm "Bud" McTaggart      | Soldado                       | No acreditado                           |
| Bert Moorhouse               | Roulette Croupier             | No acreditado                           |
| Allan Nixon                  | Soldado                       | No acreditado                           |
| Ted North                    | Saboteador                    | No acreditado                           |
| William H. O'Brien           | Mesero                        | No acreditado                           |
| Cyril Ring                   | Empleado de farmacia          | No acreditado                           |
| Barney Ruditsky              | Policía                       | No acreditado                           |
| Hans Schumm                  | Karl Müller                   | No acreditado                           |
| Tom Seidel                   | Soldado                       | No acreditado                           |
| Jack Semple                  | Saboteador                    | No acreditado                           |
| Emmett Vogan                 | Experto en huellas dactilares | No acreditado                           |
| John Wald                    | Anunciador americano          | No acreditado                           |
| Wolfgan Zilzer               | Bit Part                      | No acreditado                           |

## Producción
Otto Preminger había dirigido y protagonizado la obra de teatro en Broadway y retomó el papel para una gira en el verano de 1940.
Según el New York Times, 20th Century Fox adquirió los derechos de pantalla por $25,000  En abril de 1942 se asignó el proyecto al director Ernst Lubitsch. Pero Preminger insistió en que la quería dirigir también.

## Recepción crítica
Theodore Strauss de The New York Times observó: «... Como historia, la película no tiene prácticamente ningún suspense. El guion es tedioso y está lleno de clichés».
Alexander Larman de Canal 4 valoró que «Otto Preminger es correctamente considerado uno de los directores de más talento, aun así, Margin for Error, es una endeble película de serie B».